# Třebíčské srdíčko

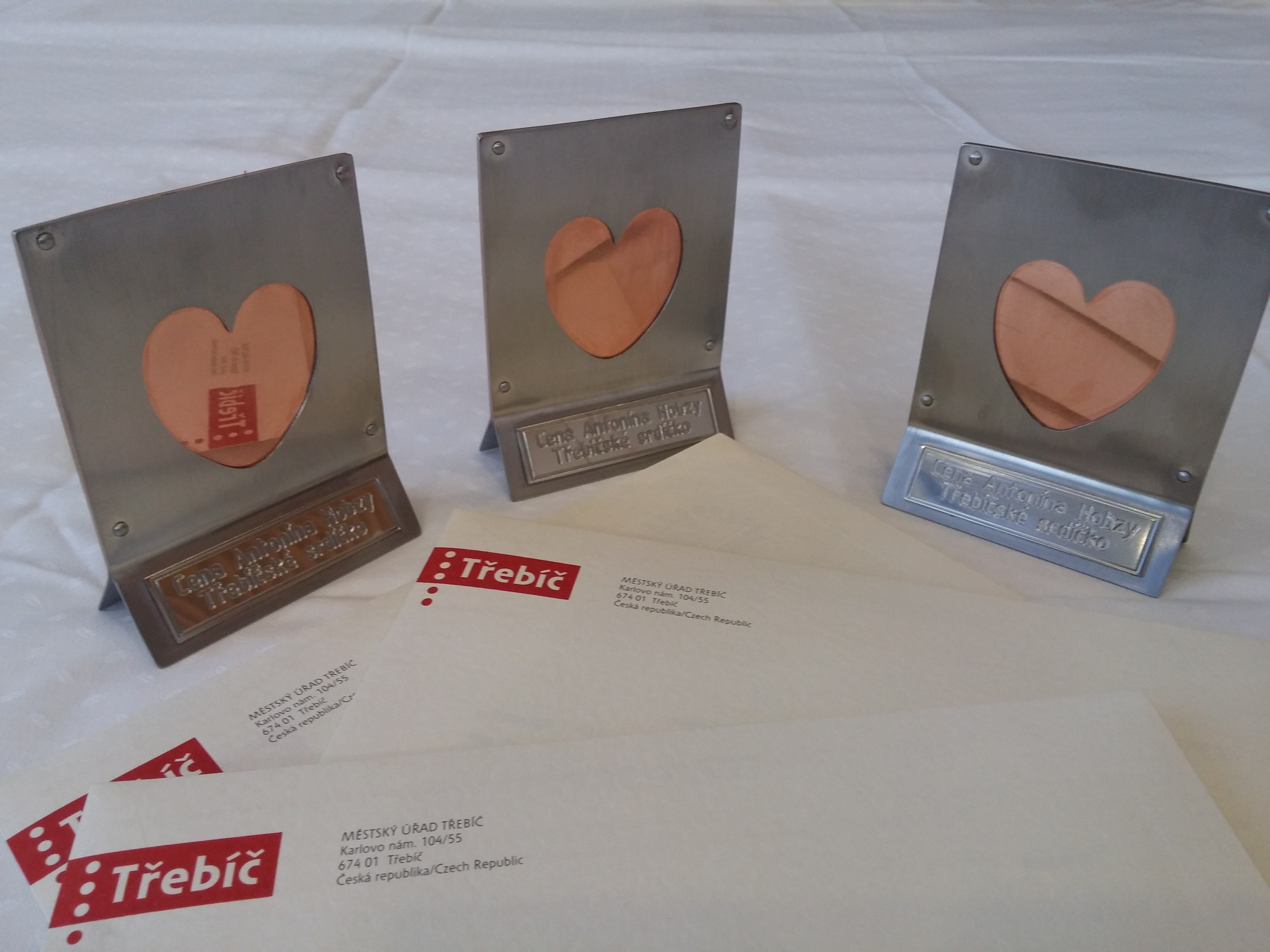
Cena Třebíčské srdíčko

Třebíčské srdíčko je cena Antonína Hobzy, kterou uděluje město Třebíč a Rada dětí a mládeže kraje Vysočina dobrovolníkům, kteří působí v Třebíči. Cena je udělována dobrovolníkům pracujícím ve svém volném čase s dětmi a mládeží. Na cenu může být nominována osoba starší osmnácti let, která dlouhodobě vykonává nebo vykonávala pravidelnou dobrovolnou činnost ve prospěch dětí a mládeže v jejich volném čase na území města Třebíče, a to minimálně po tři roky.
“V Třebíči pracuje celá řada organizací, které se věnují dětem a mládeži. Většina z nich pracuje na dobrovolnickém základě. Práce dobrovolníků není úplně snadná a zahrnuje často stovky hodin ročně.“ říká Jan Burda z RDMKV a dodává: „Smyslem ceny ale není jen ocenit dobrovolníky, kteří pravidelně a nezištně pracují ve svém volném čase s dětmi a mládeží. Chceme i upozornit na problematiku dobrovolnictví jako takového.“
Milan Zeibert uvádí: „Cena dostala jméno podle Antonína Hobzy, který byl u vzniku skautingu v Třebíči a jeho život i práce pro děti mohou být vzorem všem, kdo s dětmi pracují. Jeho skautská přezdívka Srdíčko dala název i naší anketě.“

## V minulých letech byli oceněni
- Helena Nosková – zakladatelka a sbormistryně pěveckého souboru Slunko[1][5]
- Pavel Sitauer – zakladatel skautské esperantské ligy[1][6]
- manželé Stejskalovi, kteří svůj život spojili s třebíčským Sokolem[1][7]
- Nikol Viceníková – mladá skautská vedoucí[8][9]
- Rudolf Novotný – dlouholetý trenér biatlonu[8][10]
- manželé Bublanovi – ikony třebíčského skautingu[8][11]
- Vít Oplatek – vedoucí studentského klubu Halahoj[12][13]
- Lenka Zimová – dobrovolnice v třebíčském Klubu Naděje[12][14]
- Jiřina Kopečná – skautská vedoucí[12] [15]
- Hana Bělková –  skautská vedoucí, dobrovolnictví u dětí a mladistvých[16]
- Karolína Krejčová – dobrovolnice v třebíčském Klubu Naděje[17]
- Eva Novotná – skautská vedoucí, práce s dětmi v muzeu[18]
- Olga Šalbabová – trenérka Sokola[19][20]
- Hana Houzarová – ochránkyně přírody[19][21]
- Tereza Čapková – skautská vedoucí[19][22]
- Drahomíra Chaloupecká – sbormistryně pěveckého sboru Campanella[23]
- Pavla Švaříčková – skautská vedoucí[24]
- René Novotný – trenér aikida[25]
- Miroslav Brátka – skatuský vedoucí[26]
- Tomáš Tručka – dobrovolník Centra volného času Hrubínka[27]
- Miroslav Bartes – doborovlník Třebíčského jezdeckého klubu[28]
- Alexandra Vosátková – předsedkyně spolku Dorado[29]